# Victor Pițurcă
Victor Pițurcă (Orodel, 1956. május 8. –) román labdarúgó, edző.

## Pályafutása
1956. május 8-án született Orodelben, játékos pályafutása az Universitatea Craiovában kezdődött.
Tizenévesen kölcsönadták a másodosztályú Dinamo Slatinának, de az 1975–76-os idényt már Craiovában kezdte – más kérdés, hogy nem kapott túl sok játéklehetőséget. Megfordult a Pandurii Târgu Jiuban, a Drobeta-Turnu Severinben is, az élvonalban pedig legközelebb az Olt Scornicești színeiben szerepelt.
Új csapatában már viszonylag eredményesen játszott, de amikor 1983-ban leigazolta a Steaua Bucuresti, valószínűleg kevesen gondolták, hogy a fővárosiaknál ilyen sikeres lesz. Pițurcă a Steaua színeiben azonban elképesztő mennyiségben termelte a gólokat, a bajnokságban 175 összecsapáson 165 találatot ért el.
1988-ban román gólkirály és európai bronzcipős lett, ráadásul a nemzetközi porondon is kitett magáért, tagja volt az 1986-ban BEK-et nyert gárdának, három évvel később pedig BEK-döntőig jutott az együttessel. Ennek ellenére a válogatottban mindössze 13 alkalommal szerepelt. Karrierje végén egy évet külföldön, a francia RC Lensnál húzott le, majd 1990-ben visszavonult.
Egy évvel később már a Steaua pályaedzőjeként tevékenykedett, első vezetőedzői feladatát pedig az Universitatea Craiovánál kapta, és a csapattal 1995-ben ezüstérmes lett. Ezután a román U21-es válogatott élére nevezték ki, tanítványai pedig kvalifikálták magukat az 1998-as U21-es labdarúgó-Európa-bajnokságra.
A siker hatására az 1998-as világbajnokság után a felnőttválogatott mestere lett, és új feladatkörében is remekül dolgozott, hiszen kijuttatta az együttest a 2000-es kontinensviadalra, de még a torna előtt kirúgták, mivel konfliktusba keveredett a román labdarúgás egyik fő korifeusával, Ioan Becalival – Pițurcă ugyanis nem volt hajlandó kivételezni a menedzserként tevékenykedő Becali védenceivel.
Ezután a Steaua București mestere lett, és a fővárosiakkal 2001-ben megnyerte a bajnokságot, a következő szezon végén viszont menesztették. Fél évvel később visszatért a Steauához, és akkor 2004-ig húzta, amikor is a klubtulajdonos Gigi Becali (Ioan testvére) miatt lemondott.
Nem sokkal később megint szövetségi kapitánynak nevezték ki, és bár a 2006-os vébéről lemaradt a nemzeti együttessel, a 2008-as kontinensviadalra már sikerült kvalifikálnia a csapatot. 2009-ben menesztették posztjáról, majd 2011 júniusában ismét ő lett a válogatott szövetségi kapitánya.